# Деалу Сариј (Вранча)
Деалу Сариј (рум. Dealu Sării) насеље је у Румунији у округу Вранча у општини Житија. Oпштина се налази на надморској висини од 623 m.

## Становништво
Према подацима из 2002. године у насељу је живело 232 становника, од којих су сви румунске националности.